# Åmålstravet
Åmålstravet är en travbana i Åmål i Västra Götalands län. Travbanan invigdes 1953 och mäter 800 meter runt om. Åmålstravets upplopp är det absolut kortaste i landet på endast 105 meter.
Distanserna på loppen som körs på banan mäter vanligtvis 1680 meter, 2080 meter eller 2480 meter. Även andra distanser kan förekomma.

## Största evenemang
Åmålstravets största evenemang är en V86-dag som körs i början av juni. Det brukar även arrangeras en V5-omgång i samband med Åmåls bluesfest i juli.